# Pink-Slip-Party
Pink-Slip-Party ist umgangssprachlich aus dem Englischen, da in den USA Kündigungsschreiben als pink slip (in etwa „rosa Schein“, vergleichbar mit dem „Blauen Brief“ in Deutschland) bezeichnet werden. Die Partys kamen etwa im Jahr 2000 im Zuge der New-Economy-Krise in den USA auf. Sie bezeichnet eine gemeinsame Feier entlassener Mitarbeiter und potentieller Arbeitgeber und verfolgt vornehmlich den Zweck, den Arbeitslosen neue Kontakte zu ermöglichen. Pink-Slip-Partys werden in Deutschland als zwanglose Jobbörsen arrangiert, die auch von nicht zur ursprünglichen Zielgruppe gehörenden Arbeitnehmern aufgesucht werden, um Netzwerke aufzubauen. 

## Historie
Als Mitte 2000 immer mehr Firmen der New Economy pink slips verschickten, organisierten die entlassenen Mitarbeiter Partys (Feste), bei denen die sprichwörtlichen rosa Scheine (wenn auch nicht tatsächlich rosa) wie eine Eintrittskarte fungierten. Mittlerweile werden auf der ganzen Welt solche Pink-Slip-Partys unter diesem Motto veranstaltet.